# (541111) 2018 RQ14
(541111) 2018 RQ14 es un asteroide perteneciente al cinturón de asteroides descubierto el 31 de agosto de 2000 por el equipo del Lincoln Near-Earth Asteroid Research desde el Laboratorio Lincoln, Socorro, Nuevo México, Estados Unidos.

## Designación y nombre
Designado provisionalmente como 2018 RQ14.

## Características orbitales
2018 RQ14 está situado a una distancia media del Sol de 2,343 ua, pudiendo alejarse hasta 2,914 ua y acercarse hasta 1,773 ua. Su excentricidad es 0,243 y la inclinación orbital 3,707 grados. Emplea 1310,62 días en completar una órbita alrededor del Sol.

## Características físicas
La magnitud absoluta de 2018 RQ14 es 17,9. 